# Céline Piques
Céline Piques (* 17. September 1975) ist eine französische Wirtschaftswissenschaftlerin und feministische Aktivistin.

## Leben
Céline Piques erwarb 1998 einen Abschluss als Ingenieurin CentraleSupélec und einen Doppelmaster in Mathematik und Wirtschaftswissenschaften. Danach arbeitete sie 15 Jahre lang als Ökonomin im Bankensektor.
Céline Piques ist seit 2014 Mitglied des Vorstands der feministische Bewegung Osez le féminisme. Von 2017 bis 2022 war sie dessen Sprecherin. Sie ist Mitglied des Vorstands des Centre Hubertine Auclert.
Céline Piques ist seit 2022 Ko-Vorsitzende der Kommission „Gewalt gegen Frauen“ des Haut Conseil à l'égalité entre les femmes et les hommes (französischen Rates für die Gleichstellung der Geschlechter).
In einem Interview in der Zeitung Libération aus dem Jahr 2022 schlug Céline Piques fünf Maßnahmen zur Gleichstellung von Frauen und Männern vor:
1. Sie schlug ein Rahmengesetz zur Bekämpfung von sexistischer Gewalt und Feminiziden vor;
2. Sie plädierte für eine feministische Reform der Steuerpolitik;
3. Sie forderte, dass sich das Unterhaltssystem an dem Modell in Québec orientiert;
4. Sie setzte sich für die Schaffung eines echten Vaterschaftsurlaubs ein und
5. Sie argumentierte für eine geschlechtergerechte Budgetierung.

Sie ist eine der Figuren im Kampf gegen die Pornografieindustrie, die sie als rechtsfreien Raum bezeichnete. Sie arbeitete am Informationsbericht des Senats mit dem Titel „Porno, l'enfer du décor“ mit, der 2022 vorgelegt wurde.
Ihr erstes Buch Déviriliser le monde erschien 2022 im Verlag Rue de l'échiquier. Darin plädiert sie für die Erziehung der Männer und dafür, dass die Gleichstellung von Frauen und Männern alle öffentlichen Politiken durchdringen sollte.

## Veröffentlichungen
- Déviriliser le monde, Rue de l’échiquier, 2022